# Lee Jung-seop

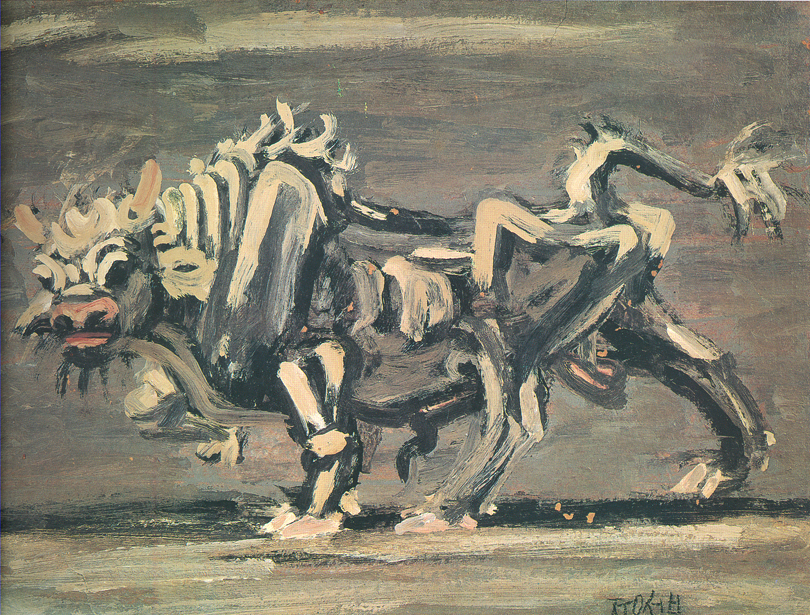

Lee Jung-seob (이중섭,  李仲燮) est  un peintre coréen né le 10 avril 1916 dans une riche famille du Pyongan du Sud à une époque où la péninsule coréenne était administrée par le Japon. Il étudie d'abord à Pyongyang, prend des cours avec Lim Young-ryeon puis vit à Tokyo de 1935 à 1944. À son retour, il se marie avec Yamamoto Masako dont il a trois fils. Pendant la guerre de Corée, ils se réfugient dans le sud sur l'ile de Jeju. Il est alors un peintre reconnu mais qui ne parvient pas à vivre de son art et sa famille repart vivre au Japon, il ne les reverra pratiquement plus. Il réalise sa dernière exposition à Séoul en 1955. Malgré son succès, les gains sont maigres et il sombre dans la dépression et l'alcoolisme. Lee Jung-seob meurt le 6 septembre 1956.

## Œuvres principales et récompenses
- Prix Soleil de l'Association des artistes japonais.
- L'enfant qui vole avec une étoile blanche dans le bras (1947) en l'honneur de son premier bébé mort de la diphtérie.
- Le Bœuf blanc, œuvre faisant partie de la série des bœufs peinte pendant la guerre de Corée.